# Yorgos Lánthimos
Yorgos Lánthimos (en griego: Γιώργος Λάνθιμος; Atenas, 23 de septiembre de 1973) es un director de cine y de teatro, guionista y productor de cine griego, conocido por su enfoque distintivo en el cine contemporáneo. Su obra se caracteriza por un estilo único y, a menudo, surrealista.
Ganador en 2018, al BAFTA a la mejor película británica por The Favourite y en 2023, al Globo de Oro a la mejor película - comedia o musical por Poor Things; ha sido también nominado en varias ocasiones al Premio Óscar.

## Biografía
Yorgos Lánthimos, nacido el 23 de septiembre de 1973 en Atenas, Grecia, estudió dirección de cine y televisión en la Escuela de Cine de Atenas. Desde 1995 ha dirigido largometrajes, obras de teatro, videodanza y un gran número de anuncios de televisión. También fue miembro del equipo creativo que diseñó la apertura y cierre de las ceremonias de los Juegos Olímpicos de Atenas 2004.

## Carrera

### 1995–2013: Primeros trabajos
Lánthimos comenzó su carrera en el cine a principios de la década de 2000, ganando reconocimiento en su país natal con sus primeras películas. Su salto a la fama internacional ocurrió con Canino (2009), una obra cinematográfica surrealista que exploraba la alienación y el control social a través de la historia de una familia disfuncional. La película ganó el Premio Una cierta mirada en el Festival de Cine de Cannes y el Premio Ciudadano Kane y Jurado Joven en el Festival internacional de Cine de Sitges de 2009.
En 2011, el realizador griego lanzó la película Alps. Con ella, se adentró en el concepto del duelo y la negación de la pérdida gracias a la construcción de una sociedad en la que proveían con réplicas de seres allegados recientemente fallecidos a aquellos ciudadanos incapaces de aceptar su marcha.

### 2015–2020: Aclamación de la crítica

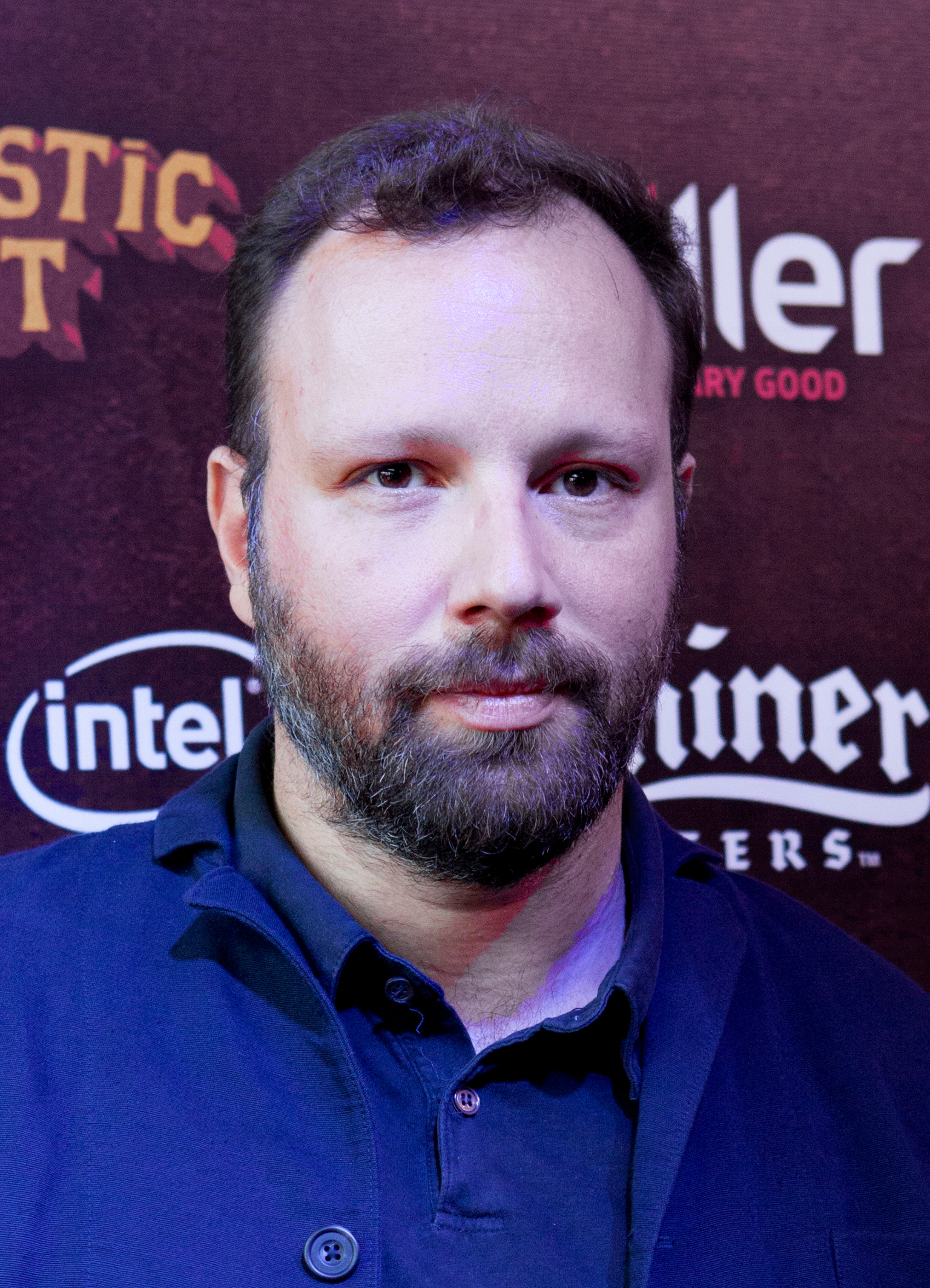
Yorgos Lánthimos en 2015

Sin embargo, fue con Langosta (2015) que Lanthimos consolidó su posición en la escena cinematográfica global. Esta comedia negra distópica, protagonizada por Colin Farrell y Rachel Weisz, recibió aclamación crítica por su originalidad y su aguda sátira de las normas sociales y las relaciones amorosas. La película fue nominada a la Palma de Oro en Cannes y le valió a Lanthimos su primera nominación al Óscar al Mejor Guion Original.
El director griego continuó cosechando éxitos con El sacrificio de un ciervo sagrado (2017). Cuenta con la colaboración frecuente con el guionista Efthymis Filippou que ha sido fundamental en la creación de la singularidad y coherencia de sus obras. La película recibió el premio al mejor guion en el Festival de Cine de Cannes y el premio de la Crítica en el Festival de Cine de Sitges, ex aequo con As boas maneiras de Juliana Rojas.
En 2018, Lánthimos alcanzó nuevas alturas con La favorita. Esta película histórica, protagonizada por Olivia Colman, Rachel Weisz y Emma Stone, fue un hito en su carrera. La cinta fue aclamada por la crítica y recibió múltiples premios, incluidos diez nominaciones al Óscar. Colman ganó el premio a la Mejor Actriz, consolidando la posición de Lanthimos en la élite del cine contemporáneo.

### 2021–presente: Continuo éxito y actualidad
En 2023 estrena Pobres criaturas, protagonizada por Emma Stone, ha sido aclamada por crítica y público y ha recibido numerosos premios internacionales. La película que es una reinvención del mito de Frankenstein ambientado en una versión steampunk de la Europa del siglo XIX. En este entorno, su protagonista va descubriendo el mundo a través de la exploración basada en el empirismo científico y el descubrimiento de sus emociones. Una odisea que le llevará al autoconocimiento y a una defensa de la igualdad del espíritu humano y el libre albedrío. Esta película consigue varias nominaciones a los premios Óscar, así como el premio a Mejor Comedia en los Globos de Oro.
En 2024 realiza una película antológica Kinds of Kindness, donde se reunió con muchos actores con los que trabajó anteriormente, como Emma Stone, Willem Dafoe, Margaret Qualley y Joe Alwyn, y con nuevos colaboradores como Jesse Plemons, Hong Chau, Mamoudou Athie y Hunter Schafer. Originalmente titulada AND, la película se centra en tres historias separadas, con los actores interpretando un personaje diferente en cada una. Se estrenó en la Festival de Cine de Cannes el 17 de mayo de 2024 y fue estrenada el 21 de junio de 2024 por Searchlight Pictures.
Entre 2018 y 2021 se informó que Lanthimos estaba en conversaciones para dirigir adaptaciones de The Hawkline Monster: A Gothic Western, con New Regency y Vertigo Entertainment uniéndose como coproductores, y Pop. 1280. En 2024 se informó que Lanthimos estaba trabajando en una adaptación de My Year of Rest and Relaxation junto con la autora Ottessa Moshfegh. En enero de 2024, se anunció que dirigiría una nueva versión en inglés de la comedia de ciencia ficción coreana de 2003 Save the Green Planet! con Ari Aster como coproductor; en mayo, se anunció que Emma Stone y Jesse Plemons habían sido elegidos para el proyecto, ahora titulado Bugonia. La película está prevista para estrenarse en noviembre de 2025.

## Características como cineasta
Yorgos Lánthimos, con su enfoque provocador y su habilidad para desafiar las convenciones cinematográficas, ha dejado una marca indeleble en la industria del cine. Su habilidad para combinar lo surrealista con lo visceral, su capacidad para extraer actuaciones memorables de sus actores y su aguda observación de la condición humana han asegurado su lugar como uno de los directores más influyentes y originales de su generación. Su obra continúa siendo objeto de análisis y admiración en la escena cinematográfica mundial.

### Estilo
Lanthimos es parte de un movimiento cinematográfico posmoderno conocido como la Ola extraña griega. Sus películas Kinetta, Dogtooth y Alps están muy influenciadas por su herencia griega. De manera similar, sus películas en inglés The Lobster y The Killing of a Sacred Deer continúan investigando cuestiones temáticas similares.
Las películas de Lanthimos a menudo presentan una cinematografía con un marco único, actuaciones inexpresivas y personajes con un discurso forzado. Las películas de Lanthimos son conocidas por mezclar comedia oscura absurda con contenido violento y sexualmente explícito, así como una construcción de mundos excéntrica en sus películas con escenarios menos fundamentados. A menudo ha explorado temas sexualmente tabú en sus películas, como la violación y el incesto.

### Colaboradores frecuentes
| PelículaPersona           | 2001           | 2005    | 2009     | 2011    | 2015        | 2017                         | 2018          | 2023        | 2024              | 2025    |         |
| PelículaPersona           | My Best Friend | Kinetta | Dogtooth | Alps    | The Lobster | The Killing of a Sacred Deer | The Favourite | Poor Things | Kinds of Kindness | Bugonia |         |
| Actores                   | Actores        | Actores | Actores  | Actores | Actores     | Actores                      | Actores       | Actores     | Actores           | Actores | Actores |
| ------------------------- | -------------- | ------- | -------- | ------- | ----------- | ---------------------------- | ------------- | ----------- | ----------------- | ------- | ------- |
| Steve Krikris             |                | ✘       | ✘        |         |             |                              |               |             |                   |         |         |
| Tina Papanikolaou         |                | ✘       |          | ✘       |             |                              |               |             |                   |         |         |
| Aris Servetalis           |                | ✘       |          | ✘       |             |                              |               |             |                   |         |         |
| Angeliki Papoulia         |                |         | ✘        | ✘       | ✘           |                              |               |             |                   |         |         |
| Ariane Labed              |                |         |          | ✘       | ✘           |                              |               |             |                   |         |         |
| Colin Farrell             |                |         |          |         | ✘           | ✘                            |               |             |                   |         |         |
| Olivia Colman             |                |         |          |         | ✘           |                              | ✘             |             |                   |         |         |
| Anthony Dougall           |                |         |          |         | ✘           |                              | ✘             |             |                   |         |         |
| Rachel Weisz              |                |         |          |         | ✘           |                              | ✘             |             |                   |         |         |
| Emma Stone                |                |         |          |         |             |                              | ✘             | ✘           | ✘                 | ✘       |         |
| John Locke                |                |         |          |         |             |                              | ✘             | ✘           |                   |         |         |
| Joe Alwyn                 |                |         |          |         |             |                              | ✘             |             | ✘                 |         |         |
| Willem Dafoe              |                |         |          |         |             |                              |               | ✘           | ✘                 |         |         |
| Margaret Qualley          |                |         |          |         |             |                              |               | ✘           | ✘                 |         |         |
| Jesse Plemons             |                |         |          |         |             |                              |               |             | ✘                 | ✘       |         |
| Equipo técnico            |                |         |          |         |             |                              |               |             |                   |         |         |
| Tony McNamara (guionista) |                |         |          |         |             |                              | ✘             | ✘           |                   |         |         |
| Jerskin Fendrix (músico)  |                |         |          |         |             |                              |               | ✘           | ✘                 | ✘       |         |

## Vida personal
Mientras trabajaba como actor y productor en la película Attenberg (2010), Lanthimos conoció y comenzó a salir con la estrella de la película, la actriz greco-francesa Ariane Labed. Se casaron en 2013. Vivieron en Londres desde 2011 hasta 2021 y ahora residen principalmente en Atenas.

## Filmografía

### Cine
| Año  | Título                       | Director | Guionista | Productor | Notas                                |
| ---- | ---------------------------- | -------- | --------- | --------- | ------------------------------------ |
| 2001 | Mi mejor amigo               | Sí       | No        | No        | Codirección junto a Lakis Lazopoulos |
| 2005 | Kinetta                      | Sí       | Sí        | No        | Primera dirección en solitario       |
| 2009 | Kynódontas (Canino)          | Sí       | Sí        | Sí        |                                      |
| 2010 | Attenberg                    | No       | No        | Sí        | También actor                        |
| 2011 | Alps                         | Sí       | Sí        | Sí        |                                      |
| 2015 | The Lobster                  | Sí       | Sí        | Sí        |                                      |
| 2017 | The Killing of a Sacred Deer | Sí       | Sí        | Sí        |                                      |
| 2018 | La favorita                  | Sí       | No        | Sí        |                                      |
| 2023 | Pobres criaturas             | Sí       | No        | Sí        |                                      |
| 2024 | Kinds of Kindness            | Sí       | Sí        | Sí        |                                      |
| 2025 | Bugonia                      | Sí       | No        | Sí        |                                      |

### Cortometrajes
| Año  | Título              | Director | Guionista | Productor | Notas          |
| ---- | ------------------- | -------- | --------- | --------- | -------------- |
| 1995 | O viasmos tis Hlois | Sí       | Sí        | Sí        | También editor |
| 2001 | Uranisco Disco      | Sí       | Sí        | Sí        |                |
| 2019 | Nimic               | Sí       | Sí        | No        |                |

### Videoclips
| Año  | Título          | Artista        |
| ---- | --------------- | -------------- |
| 1997 | "Deka Entoles"  | Despina Vandi  |
| 2014 | "Baby Asteroid" | Leon of Athens |
| 2016 | "Identikit"     | Radiohead      |

## Teatro
- 2002 D.D.D, de Dimitris Dimitriadis, Theatro tou Notou (Amore-Dokimes)
- 2004 Blaubart, de Dea Loher, Theatro Porta
- 2008 Natura morta in un fosso, de Fausto Paravidino, Theatro tou Notou (Amore)
- 2011 Platonov, de Antón Chéjov, Teatro Nacional de Grecia (nueva escena – Nikos Kourkoulos)

## Premios y nominaciones
Premios Óscar
| Año  | Categoría                                       | Película      | Resultado |
| ---- | ----------------------------------------------- | ------------- | --------- |
| 2011 | Mejor película extranjera (de habla no inglesa) | Canino        | Nominado  |
| 2017 | Mejor guion original                            | The Lobster   | Nominado  |
| 2019 | Mejor película                                  | The Favourite | Nominado  |
| 2019 | Mejor director                                  | The Favourite | Nominado  |
| 2024 | Mejor película                                  | Poor Things   | Nominado  |
| 2024 | Mejor director                                  | Poor Things   | Nominado  |

Premios Globos de Oro
| Año  | Categoría                          | Película      | Resultado |
| ---- | ---------------------------------- | ------------- | --------- |
| 2019 | Mejor película - Comedia o musical | The Favourite | Nominado  |
| 2024 | Mejor película - Comedia o musical | Poor Things   | Ganador   |

Premios BAFTA
| Año  | Categoría                | Película      | Resultado |
| ---- | ------------------------ | ------------- | --------- |
| 2016 | Mejor película británica | The Lobster   | Nominado  |
| 2019 | Mejor película británica | The Favourite | Ganador   |
| 2019 | Mejor película           | The Favourite | Nominado  |
| 2019 | Mejor director           | The Favourite | Nominado  |
| 2024 | Mejor película británica | Poor Things   | Nominado  |
| 2024 | Mejor película           | Poor Things   | Nominado  |

Festival Internacional de Cine de Cannes
| Año  | Categoría                   | Película                           | Resultado |
| ---- | --------------------------- | ---------------------------------- | --------- |
| 2009 | Premio del Jurado           | Canino                             | Ganador   |
| 2017 | Mejor guion                 | El sacrificio de un ciervo sagrado | Ganador   |
| 2024 | Mejor actor (Jesse Plemons) | Kinds of Kindness                  | Ganador   |

Festival Internacional de Cine de Venecia
| Año  | Categoría              | Película         | Resultado |
| ---- | ---------------------- | ---------------- | --------- |
| 2011 | Osella al mejor guion  | Alps             | Ganador   |
| 2018 | Gran Premio del Jurado | La favorita      | Ganador   |
| 2023 | León de Oro            | Pobres criaturas | Ganador   |